# Покемономанія

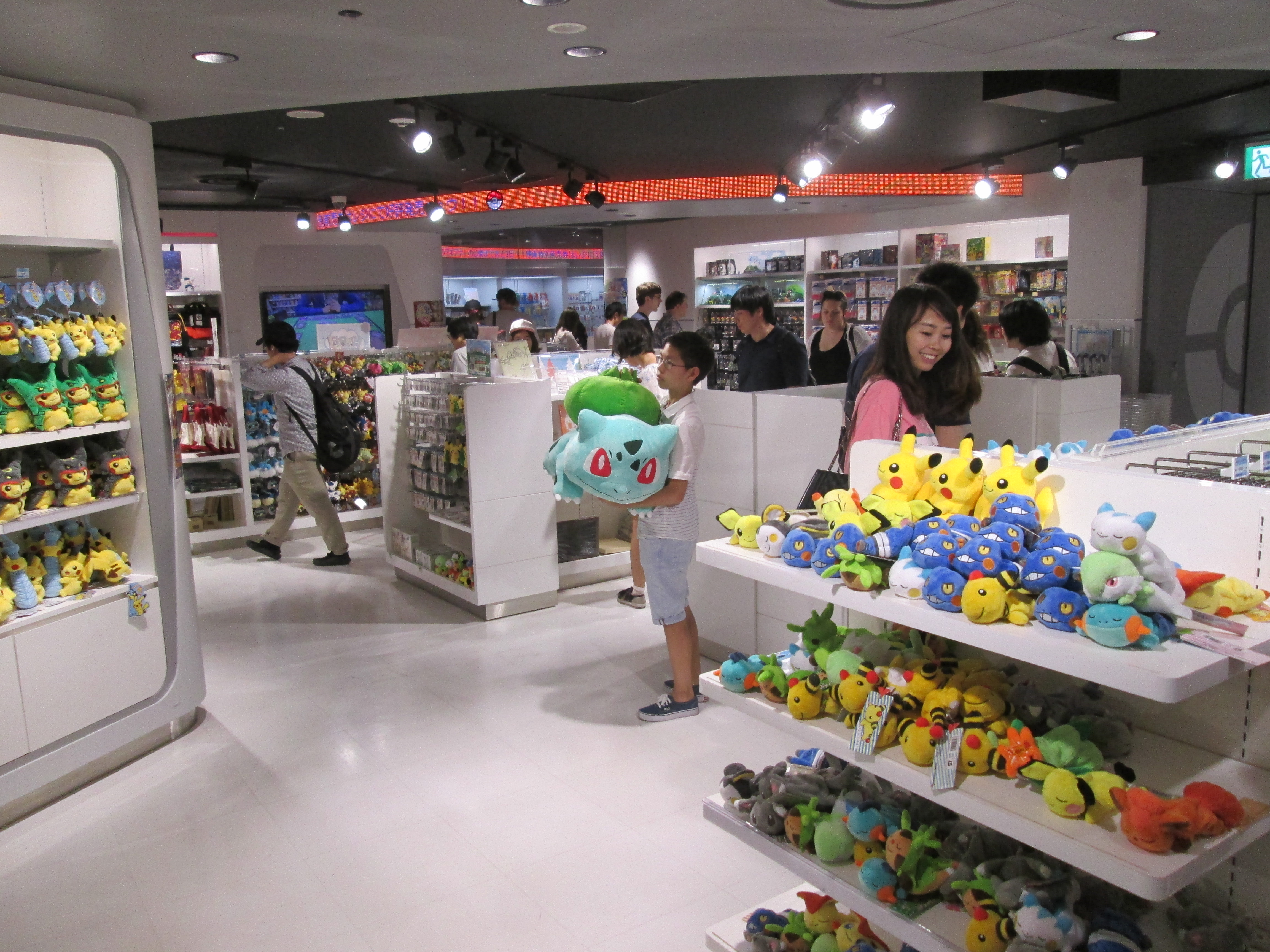
«Центр покемонів» у Токіо, розрахований на фанатів покемонів

Покемонома́нія — культурний феномен масового захоплення темою покемонів. Упродовж існування бренду Pokémon існувало кілька хвиль покемономанії. Найвідомішою і найвпливовішою стала пов'язана з виходом відеогри доповненої реальності Pokémon Go 2016 року.

## Захоплення покемонами
Pokémon стала однією з серій відеоігор, популярність яких вийшла за межі власне ігор і стала невід'ємною частиною масової культури. За час свого існування бренд Pokémon набув великої популярності та використовувався в різноманітних товарах. Для фанатів відеоігор про покемонів випускалася продукція у вигляді аніме, іграшок, карткових ігор, книг. Вже 1998 року (через два роки після появи першої гри) у Токіо відкрився «Центр покемонів»  — спеціалізований магазин, у якому продавалися товари на тему покемонів. Згодом ще 10 таких відкрили по всьому світу.
На 2014 рік тільки відеоігор про покемонів було продано понад 260 млн примірників. Карткова гра була поширеною в 74 країнах, а кількість проданих карт перевищувала 24 млрд. Існує понад 60 мемів, пов'язаних з покемонами, таких як Слоупок, Сікінг чи фраза «It's Super Effective!». Як вказують дослідження в соцмережах, активних фанатів одного лиш аніме існує 3 млн. Покемони лишаються одним із популярних тем для фанфіків, близько 4500 творів на рік тільки на сайті Fanfiction.net.

## Феномен 2016 року

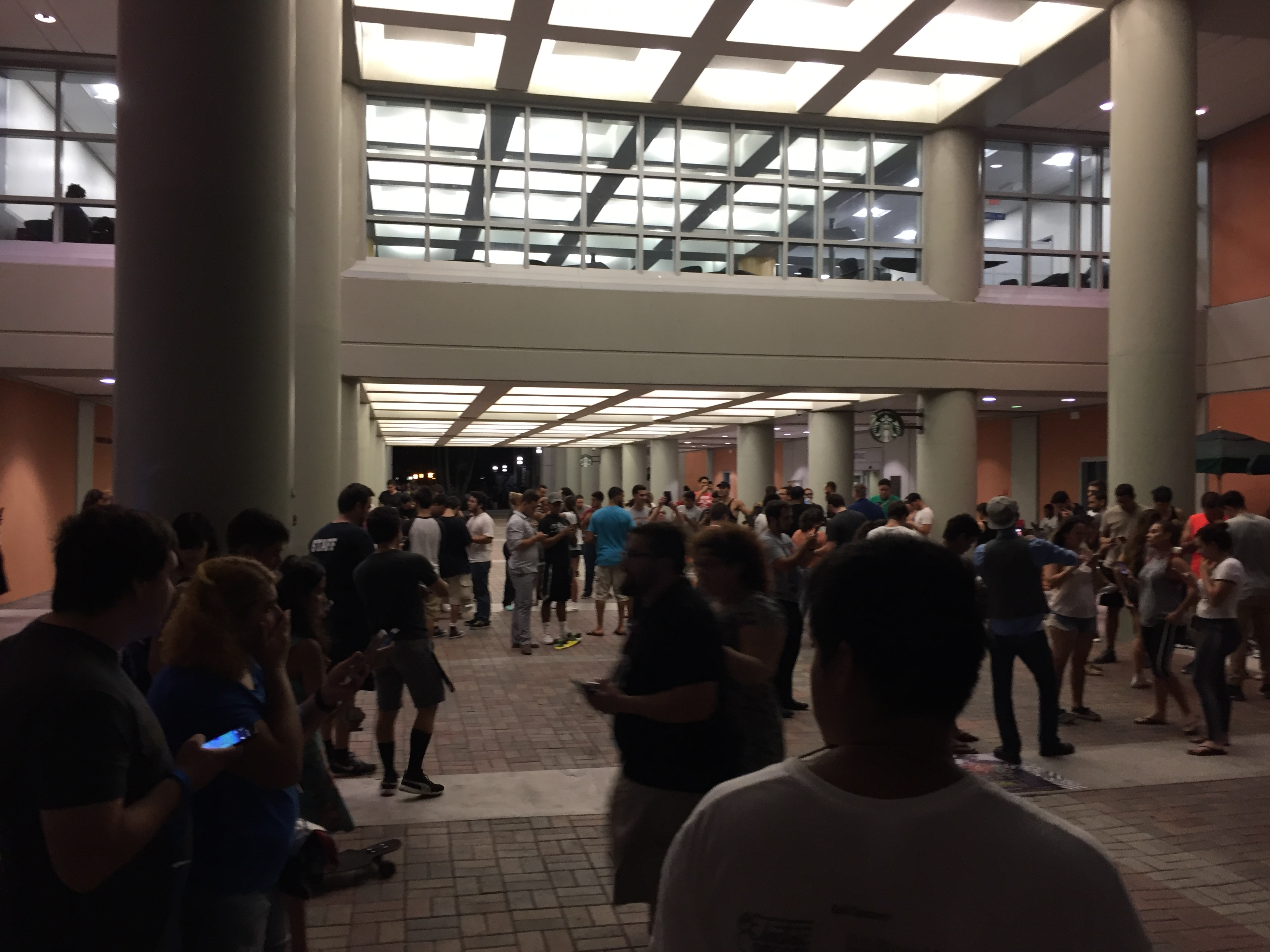
Натовп людей у Флоридському міжнародному університеті шукає рідкісного покемона Гантера через гру PokemonGO

Вже через тиждень після випуску гра стала надзвичайно популярною, будучи завантаженою величезну кількість разів. Число установок тільки в Google Play склало більше 10 млн. За даними компанії Sensor Tower на кінець тижня після випуску гри середній час щоденного використання Pokémon Go становив понад 33 хвилини. Це більше, ніж щоденне середнє користування Facebook (22 хвилини в день), Snapchat (18 хвилин) і Twitter (17 хвилин). Щоправда, рекорд все ж утримували інші ігри: Candy Crush Saga і Game of War.
У ЗМІ швидко стали з'являтися новини про незвичайні випадки, пов'язані з грою в Pokémon Go, що підігрівало інтерес до неї. Приміром, про поліцейських, які в робочий час стояли на «покестопах», студента, який не відволікся від гри навіть при ножовому пораненні, або як президент Ізраїлю знайшов покемона у власному кабінеті. Мешканка штату Вайомінг у пошуках покемона випадково натрапила на труп у річці.

### Причини
Серед причин популярності основною називали те, що ця гра збирає людей разом, дозволяє заводити нові знайомства і весело проводити час за спільним заняттям. Pokémon Go стала першою мобільною грою з доповненою реальністю, зрозумілою широким верствам населення, яка не вимагала спеціальних шоломів або окулярів, будучи доступною кожному, хто володіє смартфоном. Крім того, ця гра є ностальгічною, покемони з'явилися в консольних іграх 1990-х років і набули популярності з виходом аніме. На 2016 рік люди, для яких це був час дитинства, вже стали 20—30-річними дорослими. Окрім того, Pokémon Go спонукає вести активніше життя, таким чином покращуючи здоров'я через подорожі гравців. Під час цього зростає інтерес до публічних місць, таких як бібліотеки та музеї, оскільки в них містяться віртуальні істоти і об'єкти.

### Критика
Деякими психологами зазначається конкретна користь феноменально високої залученості людей в ігровий процес Pokémon Go. Наприклад, відомий західний психолог-біхевіорист, доктор психології Джон Грохол зазначив у своєму блозі, що особливість ігрового процесу спонукає людей, які страждають від будь-якого ступеня вираженості соціофобії або агорафобії, залишати звичну зону комфорту, взаємодіяти з навколишніми людьми. А це, в свою чергу, призводить до покращення рівня їхньої соціальної адаптованості.
Крім того, більшість досягнень ігрового процесу вимагають долати великі дистанції безпосередньо пішки, що сприятливо позначається на здоров'ї будь-якого гравця. За рахунок вбудованого в смартфони крокоміра, з допомогою якого гра розпізнає середню швидкість руху гравця, схитрувати, використовуючи будь-який транспорт, навіть велосипед, не можна.
Ряд товариств і установ виступили проти використання Pokémon Go в певних місцях. Так, Меморіальний музей Голокосту у Вашингтоні й Арлінгтонське національне кладовище в сусідній Вірджинії виступили із заявами з проханням проявляти повагу та не ловити віртуальних покемонів на їхніх територіях. Служба національних парків США закликала відвідувачів насолоджуватися красою природи замість полювання за віртуальними істотами. Багатьох користувачів інтернету стали дратувати повсюдні згадки гри, тому були створені спеціальні програми, які блокують в інтернет-браузерах будь-яку інформацію про цю гру.